# Стівенідж (футбольний клуб)
«Сті́венідж» (англ. Stevenage F.C.) — англійський футбольний клуб з однойменного міста. Заснований 1976 року.

## Досягнення
- Національна Конференція
  - Чемпіон: 1995—1996, 2009—2010

- Трофей Футбольної Асоціації
  - Володар: 2006—2007, 2008—2009